# روبن كروكر
روبن كروكر (بالإنجليزية: Robin Croker)‏ هو دراج بريطاني، ولد في 10 مايو 1954 في ملبورن في أستراليا.

## وصلات خارجية
- روبن كروكر على موقع أرشيف الدراجات (الإنجليزية)
- روبن كروكر على موقع أوليمبيديا (الإنجليزية)
- روبن كروكر على موقع اتحاد ألعاب الكومنولث (مؤرشف) (الإنجليزية)